# Кізієв Петро Іванович
Петро Іванович Кізі́єв (нар. 15 грудня 1929, Ровеньки — пом. 19 серпня 2009, Луганськ) — український скульптор; член Спілки радянських художників України з 1963 року.

## Біографія
Народився 15 грудня 1929 року в селі Ровеньках (нині селище міського типу Бєлгородської області, Росія). Упродовж 1946—1951 років навчався у Ворошиловградському художньом училищі у Віктора Мухіна, М. Шевченка; у 1952—1958 роках — у Харківському художньому інституті у Олексія Кокеля, Ірини Мельгунової. Дипломна робота — скульптура «Сталевар» (керівник Микола Рябінін).
Протягом 1958—1964 років працював у Ворошиловградських художньо-виробничих майстернях, одночасно у 1961—1962 роках викладав у Ворошиловградському художньом училищі; у 1964—1989 роках — на Ворошиловградському художньо-виробничому комбінаті. Жив у Ворошиловграді/Луганську в будинку на вулиці Декабристів, № 70 та в будинку в кварталі Комарова, № 9-А, квартира № 51. Помер у Луганську 19 серпня 2009 року.

## Творчість
Працював в галузі станкової та монументальної скульптури. Серед робіт:
станкова скульптура
- «Бригадир прокатників П. Потапенко» (1959, гіпс тонований);
- «Прокатник В. Лунгу» (1959, гіпс тонований, у співавторстві з Олександром Редькіним; варіант — 1967, склобетон, Луганський художній музей);
- «Лижник» (1960, гіпс тонований);
- «Тарас Шевченко» (1961, гіпс тонований);
- «Мрії» (1962, дерево);
- «Металург» (1963, залізобетон);
- «Радість життя» («Материнство», 1964, бетон);
- «Молодогвардієць Віктор Третьякевич» (1966, гіпс тонований);
- «Володимир Ленін» (1967, штучний камінь);
- «Будівельниця В. Довгих» (1971, пісковик, бронза; Луганський художній музей);
- «Молодий робітник» (1971);
- «Старий більшовик, учасник штурму Зимового палацу І. Фоменко» (1971, бронза);
- «Володимир Ленін» (1972, напівфігура, бетон);
- «Слюсар В. Субботін» (1974, алюміній);
- «Фрезерувальник О. Холодков» (1976);
- «Дільничий інспетор Артемівського РВВС В. С. Марущак» (1976, оргскло);
- «Організатор Луганської міліції Олександр Пархоменко» (1977, кований алюміній; у співавторстві);
- «Боєць Першої кінної армії А. Л. Семенов» (1977, бетон тонований);
- «Герой Соціалістичної Праці Олексій Стаханов» (1979, гіпс тонований);
- «Єгорівна (Мати солдата)» (1980);
- «Климент Ворошилов» (1981, мідь кована; Музей історії та культури міста Луганська);
- «Керівник партійно-комсомольського підпілля у Краснодоні в роки Великої Вітчизняної війни Ф. П. Лютіков» (1982, склоцемент);
- «Ветеран праці, механізатор В. Сизенко» (1984);
- «Ветеран війни, снайпер-розвідник В. Худобін» (1985).

монументальна скульптура
- меморіальний комплекс на братській могилі воїнів, що загинули у німецько-радянській війні у місті Брянці (1963, бетон, граніт);
- стела «Скорботна мати» і меморіальний комплекс на могилі молодогвардійців у Сорокиному (граніт, лабрадор; у 1967 році відзначений Луганською обласною премією ЛКСМУ імені «Молодої гвардії») (обидва 1963—1965; у співавторстві з Анатолієм Самусем і Олександром Редькіним);
- обеліск на честь 20-річчя перемоги у німецько-радянській війні у Луганську (1965, граніт, нержавіюча сталь, алюміній; у співавторстві з Анатолієм Самусем і Олександром Редькіним);
- монументально-декоративна композиція «Скоморохи» на Луганському ляльковому театрі (1995, у співавторстві);
- обеліск героям німецько-радянської війни «Перемога» у Луганську (2000, у співавторстві);
- пам'ятні знаки
  - «Пам'ять батьків» у Луганську (1975, штучний камінь);
  - воїнам, що загинули у німецько-радянській війні у селі Давидо-Микільському (рельєфи «Проводи», «На марші», «Бій», «Повернення з перемогою», 1979, бетон);
  - героям комсомольцям міста Брянки (1981, мідь кована, бетон);
  - шахтарям, які трагічно загинули на шахті «Гірській» у місті Гірському (1982—1983, бронза, граніт);
  - «Прапор Пам'яті» у Луганську (2005, у співавторстві);
- пам'ятники:
  - Леоніду Лутугіну у Лутугіному (1971, у співавторстві);
  - Олексію Стаханову у Кадіївці (1985, бронза, граніт);
- рельєфи:
  - «Слава праці» (1961, бетон, смальта, шлак; у співавторстві);
  - «Мистецтво»  на будівлі Луганського драматичного театру (1975, горельєф, бетон);
  - «Праця» (1978, горельєф, Луганський краєзнавчий музей);
  - «Боротьба» (1978, горельєф, Луганський краєзнавчий музей);
- меморіальні дошки у Луганську:
  - Андрію Линьову (1990);
  - Георгію Аванесову (1994).

У 1977 році взяв учать у створенні проєкту меморіалу героям Жовтневої революції і німецько-радянської війни для Ворошиловграда.
Брав участь у обласних виставках з 1952 року, республіканських — з 1960 року, всесоюзних — з 1972 року. Персональна виставка відбулася у Луганську у 1981 і 1999 роках.
Крім вище згаданих музеїв роботи скульптора зберігаються у Яготинській картинній галереї, Кадіївському історико-художньому музеї.

## У мистецтві
1960 року скульптор Олександр Редькін виконав портрет Петра Кізієва.